# Zé da Luz
Severino de Andrade Silva (Itabaiana, Paraíba, 1904 — Rio de Janeiro, 12 de fevereiro de 1965), mais conhecido como Zé da Luz, foi um alfaiate de profissão e poeta popular brasileiro.
Publicava suas obras em forma de literatura de cordel.

## Principais obras
- Brasi Cabôco  (livro)[2]
- A Cacimba
- As Flô de Puxinanã
- A Terra Caiu no Chão
- Ai! Se Sêsse!...[3]
- Confissão de cabôco
- Sertão em carne e osso
- A terra caiu no chão